# Ilha Nelson (Alasca)
Ilha Nelson é uma ilha na área do Censo de Bethel do sudoeste do Alasca. Com uma área de 2,183 km², é a 15ª maior ilha dos Estados Unidos.